# Graeme Le Saux
Graeme Le Saux [uitspraak: 'ɣrɛm lə'soː] (Saint Helier, Jersey, 17 oktober 1968) is een Engels voormalig voetballer die als linkerverdediger en linkermiddenvelder speelde.

## Spelerscarrière
Le Saux brak door bij Chelsea, waar hij lange tijd een vaste kracht was op de positie van linksachter. Le Saux begon zijn carrière ook bij Chelsea. Toen hij uit de jeugd overkwam was Chelsea nog maar pas gepromoveerd naar de Engelse hoogste divisie. In 1993 vertrok Le Saux naar toenmalig (sub)topclub Blackburn Rovers onder Kenny Dalglish. In 1997 keerde hij terug naar Stamford Bridge. In 1995 won Le Saux de Premier League als speler van Blackburn Rovers, in 1998 de UEFA Beker voor Bekerwinnaars en UEFA Super Cup als speler van Chelsea. 
Le Saux zorgde voor opschudding op 22 november 1995 toen hij met zijn Blackburn Rovers-ploeggenoot David Batty in conflict kwam tijdens een UEFA Champions League-duel tegen Spartak Moskou. Beide spelers vlogen elkaar in de haren. Le Saux bracht zijn laatste actieve jaren (2003–2005) door bij Premier League-club Southampton, dan een laagvlieger in die Premier League. Zijn laatste seizoen eindigde met een domper: The Saints degradeerden onder Harry Redknapp uit de Premier League. 
Le Saux speelde in totaal 36 wedstrijden voor het Engels voetbalelftal. Hij maakte zijn debuut voor de nationale ploeg op 9 maart 1994, toen hij onder leiding van bondscoach Terry Venables aantrad in de vriendschappelijke wedstrijd tegen Denemarken (1-0) in Londen. Ook Darren Anderton (Tottenham Hotspur) en invaller Matthew Le Tissier (Southampton), die laatste net als Le Saux (Jersey) afkomstig uit een van de Kanaaleilanden (Guernsey), maakten in die wedstrijd hun debuut.

## Erelijst
Als speler
 Chelsea
- Football League Second Division: 1988/89
- Football League Cup: 1997/98
- FA Charity Shield: 2000
- UEFA Cup Winners' Cup: 1997/98
- UEFA Super Cup: 1998

 Blackburn Rovers
- Premier League: 1994/95

 Jersey
- Muratti Vase: 1987

Individueel
- PFA Team of the Year: 1994/95 Premier League, 1997/98 Premier League